# الشريطية (أولاد صالح)
الشريطية هو دُوَّار يقع بجماعة سيدي يحيى بني زروال، إقليم تاونات، جهة فاس مكناس في المملكة المغربية. ينتمي الدوّار لمشيخة أولاد صالح التي تضم 16 دوار. يقدر عدد سكانه بـ 321 نسمة حسب الإحصاء الرسمي للسكان والسكنى لسنة 2004.

## روابط خارجية
- البوابة الوطنية للجماعات الترابية
- المندوبية السامية للتخطيط